# Bita, Covasna
Bita este un sat în comuna Reci din județul Covasna, Transilvania, România. Se află în Depresiunea Târgu Secuiesc, pe Râul Negru. Stație de cale ferată pe ruta Sfântu Gheorghe - Brețcu.